# Evgenij Umnov
Evgenij Ivanovič Umnov  (Rostov sul Don, 11 febbraio 1913 – Mosca, 23 luglio 1989) è stato un compositore di scacchi russo.

## Biografia
Dal 1927 ha pubblicato oltre 200 problemi, per lo più di stile strategico in due mosse, ottenendo molti riconoscimenti, tra cui 16 primi premi.
Giudice Internazionale per la composizione (1956) e Maestro Internazionale della composizione (1975).
Autore di opere fondamentali sulla teoria e la storia dei problemi di scacchi, prende il suo nome una combinazione tematica detta "tema Umnov", che consiste nell'occupazione da parte del bianco di una casa appena abbandonata dal nero.
Ha pubblicato molti problemi in collaborazione con altri problemisti russi, tra cui Rafael Kofman e Lev Il'ič Lošinskij.
Ottenne l'onorificenza di Maestro dello sport dell'Unione Sovietica.
Di professione era un insegnante di matematica.
Due suoi problemi:
|   | a | b | c | d | e | f | g | h |   |
| 8 | a6 donna del bianco · e6 re del bianco · g6 pedone del nero · a5 pedone del nero · d5 pedone del nero · e5 pedone del nero · h5 torre del nero · a4 torre del nero · e4 re del nero · f4 alfiere del bianco · d3 cavallo del bianco · e3 cavallo del bianco · f3 pedone del nero · g3 pedone del nero · h2 donna del nero · d1 torre del bianco · e1 torre del bianco | a6 donna del bianco · e6 re del bianco · g6 pedone del nero · a5 pedone del nero · d5 pedone del nero · e5 pedone del nero · h5 torre del nero · a4 torre del nero · e4 re del nero · f4 alfiere del bianco · d3 cavallo del bianco · e3 cavallo del bianco · f3 pedone del nero · g3 pedone del nero · h2 donna del nero · d1 torre del bianco · e1 torre del bianco | a6 donna del bianco · e6 re del bianco · g6 pedone del nero · a5 pedone del nero · d5 pedone del nero · e5 pedone del nero · h5 torre del nero · a4 torre del nero · e4 re del nero · f4 alfiere del bianco · d3 cavallo del bianco · e3 cavallo del bianco · f3 pedone del nero · g3 pedone del nero · h2 donna del nero · d1 torre del bianco · e1 torre del bianco | a6 donna del bianco · e6 re del bianco · g6 pedone del nero · a5 pedone del nero · d5 pedone del nero · e5 pedone del nero · h5 torre del nero · a4 torre del nero · e4 re del nero · f4 alfiere del bianco · d3 cavallo del bianco · e3 cavallo del bianco · f3 pedone del nero · g3 pedone del nero · h2 donna del nero · d1 torre del bianco · e1 torre del bianco | a6 donna del bianco · e6 re del bianco · g6 pedone del nero · a5 pedone del nero · d5 pedone del nero · e5 pedone del nero · h5 torre del nero · a4 torre del nero · e4 re del nero · f4 alfiere del bianco · d3 cavallo del bianco · e3 cavallo del bianco · f3 pedone del nero · g3 pedone del nero · h2 donna del nero · d1 torre del bianco · e1 torre del bianco | a6 donna del bianco · e6 re del bianco · g6 pedone del nero · a5 pedone del nero · d5 pedone del nero · e5 pedone del nero · h5 torre del nero · a4 torre del nero · e4 re del nero · f4 alfiere del bianco · d3 cavallo del bianco · e3 cavallo del bianco · f3 pedone del nero · g3 pedone del nero · h2 donna del nero · d1 torre del bianco · e1 torre del bianco | a6 donna del bianco · e6 re del bianco · g6 pedone del nero · a5 pedone del nero · d5 pedone del nero · e5 pedone del nero · h5 torre del nero · a4 torre del nero · e4 re del nero · f4 alfiere del bianco · d3 cavallo del bianco · e3 cavallo del bianco · f3 pedone del nero · g3 pedone del nero · h2 donna del nero · d1 torre del bianco · e1 torre del bianco | a6 donna del bianco · e6 re del bianco · g6 pedone del nero · a5 pedone del nero · d5 pedone del nero · e5 pedone del nero · h5 torre del nero · a4 torre del nero · e4 re del nero · f4 alfiere del bianco · d3 cavallo del bianco · e3 cavallo del bianco · f3 pedone del nero · g3 pedone del nero · h2 donna del nero · d1 torre del bianco · e1 torre del bianco | 8 |
| 7 | a6 donna del bianco · e6 re del bianco · g6 pedone del nero · a5 pedone del nero · d5 pedone del nero · e5 pedone del nero · h5 torre del nero · a4 torre del nero · e4 re del nero · f4 alfiere del bianco · d3 cavallo del bianco · e3 cavallo del bianco · f3 pedone del nero · g3 pedone del nero · h2 donna del nero · d1 torre del bianco · e1 torre del bianco | a6 donna del bianco · e6 re del bianco · g6 pedone del nero · a5 pedone del nero · d5 pedone del nero · e5 pedone del nero · h5 torre del nero · a4 torre del nero · e4 re del nero · f4 alfiere del bianco · d3 cavallo del bianco · e3 cavallo del bianco · f3 pedone del nero · g3 pedone del nero · h2 donna del nero · d1 torre del bianco · e1 torre del bianco | a6 donna del bianco · e6 re del bianco · g6 pedone del nero · a5 pedone del nero · d5 pedone del nero · e5 pedone del nero · h5 torre del nero · a4 torre del nero · e4 re del nero · f4 alfiere del bianco · d3 cavallo del bianco · e3 cavallo del bianco · f3 pedone del nero · g3 pedone del nero · h2 donna del nero · d1 torre del bianco · e1 torre del bianco | a6 donna del bianco · e6 re del bianco · g6 pedone del nero · a5 pedone del nero · d5 pedone del nero · e5 pedone del nero · h5 torre del nero · a4 torre del nero · e4 re del nero · f4 alfiere del bianco · d3 cavallo del bianco · e3 cavallo del bianco · f3 pedone del nero · g3 pedone del nero · h2 donna del nero · d1 torre del bianco · e1 torre del bianco | a6 donna del bianco · e6 re del bianco · g6 pedone del nero · a5 pedone del nero · d5 pedone del nero · e5 pedone del nero · h5 torre del nero · a4 torre del nero · e4 re del nero · f4 alfiere del bianco · d3 cavallo del bianco · e3 cavallo del bianco · f3 pedone del nero · g3 pedone del nero · h2 donna del nero · d1 torre del bianco · e1 torre del bianco | a6 donna del bianco · e6 re del bianco · g6 pedone del nero · a5 pedone del nero · d5 pedone del nero · e5 pedone del nero · h5 torre del nero · a4 torre del nero · e4 re del nero · f4 alfiere del bianco · d3 cavallo del bianco · e3 cavallo del bianco · f3 pedone del nero · g3 pedone del nero · h2 donna del nero · d1 torre del bianco · e1 torre del bianco | a6 donna del bianco · e6 re del bianco · g6 pedone del nero · a5 pedone del nero · d5 pedone del nero · e5 pedone del nero · h5 torre del nero · a4 torre del nero · e4 re del nero · f4 alfiere del bianco · d3 cavallo del bianco · e3 cavallo del bianco · f3 pedone del nero · g3 pedone del nero · h2 donna del nero · d1 torre del bianco · e1 torre del bianco | a6 donna del bianco · e6 re del bianco · g6 pedone del nero · a5 pedone del nero · d5 pedone del nero · e5 pedone del nero · h5 torre del nero · a4 torre del nero · e4 re del nero · f4 alfiere del bianco · d3 cavallo del bianco · e3 cavallo del bianco · f3 pedone del nero · g3 pedone del nero · h2 donna del nero · d1 torre del bianco · e1 torre del bianco | 7 |
| 6 | a6 donna del bianco · e6 re del bianco · g6 pedone del nero · a5 pedone del nero · d5 pedone del nero · e5 pedone del nero · h5 torre del nero · a4 torre del nero · e4 re del nero · f4 alfiere del bianco · d3 cavallo del bianco · e3 cavallo del bianco · f3 pedone del nero · g3 pedone del nero · h2 donna del nero · d1 torre del bianco · e1 torre del bianco | a6 donna del bianco · e6 re del bianco · g6 pedone del nero · a5 pedone del nero · d5 pedone del nero · e5 pedone del nero · h5 torre del nero · a4 torre del nero · e4 re del nero · f4 alfiere del bianco · d3 cavallo del bianco · e3 cavallo del bianco · f3 pedone del nero · g3 pedone del nero · h2 donna del nero · d1 torre del bianco · e1 torre del bianco | a6 donna del bianco · e6 re del bianco · g6 pedone del nero · a5 pedone del nero · d5 pedone del nero · e5 pedone del nero · h5 torre del nero · a4 torre del nero · e4 re del nero · f4 alfiere del bianco · d3 cavallo del bianco · e3 cavallo del bianco · f3 pedone del nero · g3 pedone del nero · h2 donna del nero · d1 torre del bianco · e1 torre del bianco | a6 donna del bianco · e6 re del bianco · g6 pedone del nero · a5 pedone del nero · d5 pedone del nero · e5 pedone del nero · h5 torre del nero · a4 torre del nero · e4 re del nero · f4 alfiere del bianco · d3 cavallo del bianco · e3 cavallo del bianco · f3 pedone del nero · g3 pedone del nero · h2 donna del nero · d1 torre del bianco · e1 torre del bianco | a6 donna del bianco · e6 re del bianco · g6 pedone del nero · a5 pedone del nero · d5 pedone del nero · e5 pedone del nero · h5 torre del nero · a4 torre del nero · e4 re del nero · f4 alfiere del bianco · d3 cavallo del bianco · e3 cavallo del bianco · f3 pedone del nero · g3 pedone del nero · h2 donna del nero · d1 torre del bianco · e1 torre del bianco | a6 donna del bianco · e6 re del bianco · g6 pedone del nero · a5 pedone del nero · d5 pedone del nero · e5 pedone del nero · h5 torre del nero · a4 torre del nero · e4 re del nero · f4 alfiere del bianco · d3 cavallo del bianco · e3 cavallo del bianco · f3 pedone del nero · g3 pedone del nero · h2 donna del nero · d1 torre del bianco · e1 torre del bianco | a6 donna del bianco · e6 re del bianco · g6 pedone del nero · a5 pedone del nero · d5 pedone del nero · e5 pedone del nero · h5 torre del nero · a4 torre del nero · e4 re del nero · f4 alfiere del bianco · d3 cavallo del bianco · e3 cavallo del bianco · f3 pedone del nero · g3 pedone del nero · h2 donna del nero · d1 torre del bianco · e1 torre del bianco | a6 donna del bianco · e6 re del bianco · g6 pedone del nero · a5 pedone del nero · d5 pedone del nero · e5 pedone del nero · h5 torre del nero · a4 torre del nero · e4 re del nero · f4 alfiere del bianco · d3 cavallo del bianco · e3 cavallo del bianco · f3 pedone del nero · g3 pedone del nero · h2 donna del nero · d1 torre del bianco · e1 torre del bianco | 6 |
| 5 | a6 donna del bianco · e6 re del bianco · g6 pedone del nero · a5 pedone del nero · d5 pedone del nero · e5 pedone del nero · h5 torre del nero · a4 torre del nero · e4 re del nero · f4 alfiere del bianco · d3 cavallo del bianco · e3 cavallo del bianco · f3 pedone del nero · g3 pedone del nero · h2 donna del nero · d1 torre del bianco · e1 torre del bianco | a6 donna del bianco · e6 re del bianco · g6 pedone del nero · a5 pedone del nero · d5 pedone del nero · e5 pedone del nero · h5 torre del nero · a4 torre del nero · e4 re del nero · f4 alfiere del bianco · d3 cavallo del bianco · e3 cavallo del bianco · f3 pedone del nero · g3 pedone del nero · h2 donna del nero · d1 torre del bianco · e1 torre del bianco | a6 donna del bianco · e6 re del bianco · g6 pedone del nero · a5 pedone del nero · d5 pedone del nero · e5 pedone del nero · h5 torre del nero · a4 torre del nero · e4 re del nero · f4 alfiere del bianco · d3 cavallo del bianco · e3 cavallo del bianco · f3 pedone del nero · g3 pedone del nero · h2 donna del nero · d1 torre del bianco · e1 torre del bianco | a6 donna del bianco · e6 re del bianco · g6 pedone del nero · a5 pedone del nero · d5 pedone del nero · e5 pedone del nero · h5 torre del nero · a4 torre del nero · e4 re del nero · f4 alfiere del bianco · d3 cavallo del bianco · e3 cavallo del bianco · f3 pedone del nero · g3 pedone del nero · h2 donna del nero · d1 torre del bianco · e1 torre del bianco | a6 donna del bianco · e6 re del bianco · g6 pedone del nero · a5 pedone del nero · d5 pedone del nero · e5 pedone del nero · h5 torre del nero · a4 torre del nero · e4 re del nero · f4 alfiere del bianco · d3 cavallo del bianco · e3 cavallo del bianco · f3 pedone del nero · g3 pedone del nero · h2 donna del nero · d1 torre del bianco · e1 torre del bianco | a6 donna del bianco · e6 re del bianco · g6 pedone del nero · a5 pedone del nero · d5 pedone del nero · e5 pedone del nero · h5 torre del nero · a4 torre del nero · e4 re del nero · f4 alfiere del bianco · d3 cavallo del bianco · e3 cavallo del bianco · f3 pedone del nero · g3 pedone del nero · h2 donna del nero · d1 torre del bianco · e1 torre del bianco | a6 donna del bianco · e6 re del bianco · g6 pedone del nero · a5 pedone del nero · d5 pedone del nero · e5 pedone del nero · h5 torre del nero · a4 torre del nero · e4 re del nero · f4 alfiere del bianco · d3 cavallo del bianco · e3 cavallo del bianco · f3 pedone del nero · g3 pedone del nero · h2 donna del nero · d1 torre del bianco · e1 torre del bianco | a6 donna del bianco · e6 re del bianco · g6 pedone del nero · a5 pedone del nero · d5 pedone del nero · e5 pedone del nero · h5 torre del nero · a4 torre del nero · e4 re del nero · f4 alfiere del bianco · d3 cavallo del bianco · e3 cavallo del bianco · f3 pedone del nero · g3 pedone del nero · h2 donna del nero · d1 torre del bianco · e1 torre del bianco | 5 |
| 4 | a6 donna del bianco · e6 re del bianco · g6 pedone del nero · a5 pedone del nero · d5 pedone del nero · e5 pedone del nero · h5 torre del nero · a4 torre del nero · e4 re del nero · f4 alfiere del bianco · d3 cavallo del bianco · e3 cavallo del bianco · f3 pedone del nero · g3 pedone del nero · h2 donna del nero · d1 torre del bianco · e1 torre del bianco | a6 donna del bianco · e6 re del bianco · g6 pedone del nero · a5 pedone del nero · d5 pedone del nero · e5 pedone del nero · h5 torre del nero · a4 torre del nero · e4 re del nero · f4 alfiere del bianco · d3 cavallo del bianco · e3 cavallo del bianco · f3 pedone del nero · g3 pedone del nero · h2 donna del nero · d1 torre del bianco · e1 torre del bianco | a6 donna del bianco · e6 re del bianco · g6 pedone del nero · a5 pedone del nero · d5 pedone del nero · e5 pedone del nero · h5 torre del nero · a4 torre del nero · e4 re del nero · f4 alfiere del bianco · d3 cavallo del bianco · e3 cavallo del bianco · f3 pedone del nero · g3 pedone del nero · h2 donna del nero · d1 torre del bianco · e1 torre del bianco | a6 donna del bianco · e6 re del bianco · g6 pedone del nero · a5 pedone del nero · d5 pedone del nero · e5 pedone del nero · h5 torre del nero · a4 torre del nero · e4 re del nero · f4 alfiere del bianco · d3 cavallo del bianco · e3 cavallo del bianco · f3 pedone del nero · g3 pedone del nero · h2 donna del nero · d1 torre del bianco · e1 torre del bianco | a6 donna del bianco · e6 re del bianco · g6 pedone del nero · a5 pedone del nero · d5 pedone del nero · e5 pedone del nero · h5 torre del nero · a4 torre del nero · e4 re del nero · f4 alfiere del bianco · d3 cavallo del bianco · e3 cavallo del bianco · f3 pedone del nero · g3 pedone del nero · h2 donna del nero · d1 torre del bianco · e1 torre del bianco | a6 donna del bianco · e6 re del bianco · g6 pedone del nero · a5 pedone del nero · d5 pedone del nero · e5 pedone del nero · h5 torre del nero · a4 torre del nero · e4 re del nero · f4 alfiere del bianco · d3 cavallo del bianco · e3 cavallo del bianco · f3 pedone del nero · g3 pedone del nero · h2 donna del nero · d1 torre del bianco · e1 torre del bianco | a6 donna del bianco · e6 re del bianco · g6 pedone del nero · a5 pedone del nero · d5 pedone del nero · e5 pedone del nero · h5 torre del nero · a4 torre del nero · e4 re del nero · f4 alfiere del bianco · d3 cavallo del bianco · e3 cavallo del bianco · f3 pedone del nero · g3 pedone del nero · h2 donna del nero · d1 torre del bianco · e1 torre del bianco | a6 donna del bianco · e6 re del bianco · g6 pedone del nero · a5 pedone del nero · d5 pedone del nero · e5 pedone del nero · h5 torre del nero · a4 torre del nero · e4 re del nero · f4 alfiere del bianco · d3 cavallo del bianco · e3 cavallo del bianco · f3 pedone del nero · g3 pedone del nero · h2 donna del nero · d1 torre del bianco · e1 torre del bianco | 4 |
| 3 | a6 donna del bianco · e6 re del bianco · g6 pedone del nero · a5 pedone del nero · d5 pedone del nero · e5 pedone del nero · h5 torre del nero · a4 torre del nero · e4 re del nero · f4 alfiere del bianco · d3 cavallo del bianco · e3 cavallo del bianco · f3 pedone del nero · g3 pedone del nero · h2 donna del nero · d1 torre del bianco · e1 torre del bianco | a6 donna del bianco · e6 re del bianco · g6 pedone del nero · a5 pedone del nero · d5 pedone del nero · e5 pedone del nero · h5 torre del nero · a4 torre del nero · e4 re del nero · f4 alfiere del bianco · d3 cavallo del bianco · e3 cavallo del bianco · f3 pedone del nero · g3 pedone del nero · h2 donna del nero · d1 torre del bianco · e1 torre del bianco | a6 donna del bianco · e6 re del bianco · g6 pedone del nero · a5 pedone del nero · d5 pedone del nero · e5 pedone del nero · h5 torre del nero · a4 torre del nero · e4 re del nero · f4 alfiere del bianco · d3 cavallo del bianco · e3 cavallo del bianco · f3 pedone del nero · g3 pedone del nero · h2 donna del nero · d1 torre del bianco · e1 torre del bianco | a6 donna del bianco · e6 re del bianco · g6 pedone del nero · a5 pedone del nero · d5 pedone del nero · e5 pedone del nero · h5 torre del nero · a4 torre del nero · e4 re del nero · f4 alfiere del bianco · d3 cavallo del bianco · e3 cavallo del bianco · f3 pedone del nero · g3 pedone del nero · h2 donna del nero · d1 torre del bianco · e1 torre del bianco | a6 donna del bianco · e6 re del bianco · g6 pedone del nero · a5 pedone del nero · d5 pedone del nero · e5 pedone del nero · h5 torre del nero · a4 torre del nero · e4 re del nero · f4 alfiere del bianco · d3 cavallo del bianco · e3 cavallo del bianco · f3 pedone del nero · g3 pedone del nero · h2 donna del nero · d1 torre del bianco · e1 torre del bianco | a6 donna del bianco · e6 re del bianco · g6 pedone del nero · a5 pedone del nero · d5 pedone del nero · e5 pedone del nero · h5 torre del nero · a4 torre del nero · e4 re del nero · f4 alfiere del bianco · d3 cavallo del bianco · e3 cavallo del bianco · f3 pedone del nero · g3 pedone del nero · h2 donna del nero · d1 torre del bianco · e1 torre del bianco | a6 donna del bianco · e6 re del bianco · g6 pedone del nero · a5 pedone del nero · d5 pedone del nero · e5 pedone del nero · h5 torre del nero · a4 torre del nero · e4 re del nero · f4 alfiere del bianco · d3 cavallo del bianco · e3 cavallo del bianco · f3 pedone del nero · g3 pedone del nero · h2 donna del nero · d1 torre del bianco · e1 torre del bianco | a6 donna del bianco · e6 re del bianco · g6 pedone del nero · a5 pedone del nero · d5 pedone del nero · e5 pedone del nero · h5 torre del nero · a4 torre del nero · e4 re del nero · f4 alfiere del bianco · d3 cavallo del bianco · e3 cavallo del bianco · f3 pedone del nero · g3 pedone del nero · h2 donna del nero · d1 torre del bianco · e1 torre del bianco | 3 |
| 2 | a6 donna del bianco · e6 re del bianco · g6 pedone del nero · a5 pedone del nero · d5 pedone del nero · e5 pedone del nero · h5 torre del nero · a4 torre del nero · e4 re del nero · f4 alfiere del bianco · d3 cavallo del bianco · e3 cavallo del bianco · f3 pedone del nero · g3 pedone del nero · h2 donna del nero · d1 torre del bianco · e1 torre del bianco | a6 donna del bianco · e6 re del bianco · g6 pedone del nero · a5 pedone del nero · d5 pedone del nero · e5 pedone del nero · h5 torre del nero · a4 torre del nero · e4 re del nero · f4 alfiere del bianco · d3 cavallo del bianco · e3 cavallo del bianco · f3 pedone del nero · g3 pedone del nero · h2 donna del nero · d1 torre del bianco · e1 torre del bianco | a6 donna del bianco · e6 re del bianco · g6 pedone del nero · a5 pedone del nero · d5 pedone del nero · e5 pedone del nero · h5 torre del nero · a4 torre del nero · e4 re del nero · f4 alfiere del bianco · d3 cavallo del bianco · e3 cavallo del bianco · f3 pedone del nero · g3 pedone del nero · h2 donna del nero · d1 torre del bianco · e1 torre del bianco | a6 donna del bianco · e6 re del bianco · g6 pedone del nero · a5 pedone del nero · d5 pedone del nero · e5 pedone del nero · h5 torre del nero · a4 torre del nero · e4 re del nero · f4 alfiere del bianco · d3 cavallo del bianco · e3 cavallo del bianco · f3 pedone del nero · g3 pedone del nero · h2 donna del nero · d1 torre del bianco · e1 torre del bianco | a6 donna del bianco · e6 re del bianco · g6 pedone del nero · a5 pedone del nero · d5 pedone del nero · e5 pedone del nero · h5 torre del nero · a4 torre del nero · e4 re del nero · f4 alfiere del bianco · d3 cavallo del bianco · e3 cavallo del bianco · f3 pedone del nero · g3 pedone del nero · h2 donna del nero · d1 torre del bianco · e1 torre del bianco | a6 donna del bianco · e6 re del bianco · g6 pedone del nero · a5 pedone del nero · d5 pedone del nero · e5 pedone del nero · h5 torre del nero · a4 torre del nero · e4 re del nero · f4 alfiere del bianco · d3 cavallo del bianco · e3 cavallo del bianco · f3 pedone del nero · g3 pedone del nero · h2 donna del nero · d1 torre del bianco · e1 torre del bianco | a6 donna del bianco · e6 re del bianco · g6 pedone del nero · a5 pedone del nero · d5 pedone del nero · e5 pedone del nero · h5 torre del nero · a4 torre del nero · e4 re del nero · f4 alfiere del bianco · d3 cavallo del bianco · e3 cavallo del bianco · f3 pedone del nero · g3 pedone del nero · h2 donna del nero · d1 torre del bianco · e1 torre del bianco | a6 donna del bianco · e6 re del bianco · g6 pedone del nero · a5 pedone del nero · d5 pedone del nero · e5 pedone del nero · h5 torre del nero · a4 torre del nero · e4 re del nero · f4 alfiere del bianco · d3 cavallo del bianco · e3 cavallo del bianco · f3 pedone del nero · g3 pedone del nero · h2 donna del nero · d1 torre del bianco · e1 torre del bianco | 2 |
| 1 | a6 donna del bianco · e6 re del bianco · g6 pedone del nero · a5 pedone del nero · d5 pedone del nero · e5 pedone del nero · h5 torre del nero · a4 torre del nero · e4 re del nero · f4 alfiere del bianco · d3 cavallo del bianco · e3 cavallo del bianco · f3 pedone del nero · g3 pedone del nero · h2 donna del nero · d1 torre del bianco · e1 torre del bianco | a6 donna del bianco · e6 re del bianco · g6 pedone del nero · a5 pedone del nero · d5 pedone del nero · e5 pedone del nero · h5 torre del nero · a4 torre del nero · e4 re del nero · f4 alfiere del bianco · d3 cavallo del bianco · e3 cavallo del bianco · f3 pedone del nero · g3 pedone del nero · h2 donna del nero · d1 torre del bianco · e1 torre del bianco | a6 donna del bianco · e6 re del bianco · g6 pedone del nero · a5 pedone del nero · d5 pedone del nero · e5 pedone del nero · h5 torre del nero · a4 torre del nero · e4 re del nero · f4 alfiere del bianco · d3 cavallo del bianco · e3 cavallo del bianco · f3 pedone del nero · g3 pedone del nero · h2 donna del nero · d1 torre del bianco · e1 torre del bianco | a6 donna del bianco · e6 re del bianco · g6 pedone del nero · a5 pedone del nero · d5 pedone del nero · e5 pedone del nero · h5 torre del nero · a4 torre del nero · e4 re del nero · f4 alfiere del bianco · d3 cavallo del bianco · e3 cavallo del bianco · f3 pedone del nero · g3 pedone del nero · h2 donna del nero · d1 torre del bianco · e1 torre del bianco | a6 donna del bianco · e6 re del bianco · g6 pedone del nero · a5 pedone del nero · d5 pedone del nero · e5 pedone del nero · h5 torre del nero · a4 torre del nero · e4 re del nero · f4 alfiere del bianco · d3 cavallo del bianco · e3 cavallo del bianco · f3 pedone del nero · g3 pedone del nero · h2 donna del nero · d1 torre del bianco · e1 torre del bianco | a6 donna del bianco · e6 re del bianco · g6 pedone del nero · a5 pedone del nero · d5 pedone del nero · e5 pedone del nero · h5 torre del nero · a4 torre del nero · e4 re del nero · f4 alfiere del bianco · d3 cavallo del bianco · e3 cavallo del bianco · f3 pedone del nero · g3 pedone del nero · h2 donna del nero · d1 torre del bianco · e1 torre del bianco | a6 donna del bianco · e6 re del bianco · g6 pedone del nero · a5 pedone del nero · d5 pedone del nero · e5 pedone del nero · h5 torre del nero · a4 torre del nero · e4 re del nero · f4 alfiere del bianco · d3 cavallo del bianco · e3 cavallo del bianco · f3 pedone del nero · g3 pedone del nero · h2 donna del nero · d1 torre del bianco · e1 torre del bianco | a6 donna del bianco · e6 re del bianco · g6 pedone del nero · a5 pedone del nero · d5 pedone del nero · e5 pedone del nero · h5 torre del nero · a4 torre del nero · e4 re del nero · f4 alfiere del bianco · d3 cavallo del bianco · e3 cavallo del bianco · f3 pedone del nero · g3 pedone del nero · h2 donna del nero · d1 torre del bianco · e1 torre del bianco | 1 |
|   | a | b | c | d | e | f | g | h |   |

Soluzione:
1. Dc6 !  (2. Dxd5#)
1. ...Rd4 2. Cf2#

1. ...Td4 2. Cg2#

1. ...Dh3+ 2. Cf5#

1. ...Da2 2. Cc2#

|   | a | b | c | d | e | f | g | h |   |
| 8 | a8 alfiere del nero · e8 donna del bianco · g7 torre del nero · c6 torre del nero · d6 pedone del nero · e6 pedone del bianco · a5 torre del bianco · d5 cavallo del bianco · e5 alfiere del bianco · f5 cavallo del bianco · h5 torre del bianco · e4 re del nero · h4 alfiere del nero · c3 pedone del bianco · f2 pedone del bianco · g2 pedone del bianco · e1 cavallo del nero · f1 re del bianco | a8 alfiere del nero · e8 donna del bianco · g7 torre del nero · c6 torre del nero · d6 pedone del nero · e6 pedone del bianco · a5 torre del bianco · d5 cavallo del bianco · e5 alfiere del bianco · f5 cavallo del bianco · h5 torre del bianco · e4 re del nero · h4 alfiere del nero · c3 pedone del bianco · f2 pedone del bianco · g2 pedone del bianco · e1 cavallo del nero · f1 re del bianco | a8 alfiere del nero · e8 donna del bianco · g7 torre del nero · c6 torre del nero · d6 pedone del nero · e6 pedone del bianco · a5 torre del bianco · d5 cavallo del bianco · e5 alfiere del bianco · f5 cavallo del bianco · h5 torre del bianco · e4 re del nero · h4 alfiere del nero · c3 pedone del bianco · f2 pedone del bianco · g2 pedone del bianco · e1 cavallo del nero · f1 re del bianco | a8 alfiere del nero · e8 donna del bianco · g7 torre del nero · c6 torre del nero · d6 pedone del nero · e6 pedone del bianco · a5 torre del bianco · d5 cavallo del bianco · e5 alfiere del bianco · f5 cavallo del bianco · h5 torre del bianco · e4 re del nero · h4 alfiere del nero · c3 pedone del bianco · f2 pedone del bianco · g2 pedone del bianco · e1 cavallo del nero · f1 re del bianco | a8 alfiere del nero · e8 donna del bianco · g7 torre del nero · c6 torre del nero · d6 pedone del nero · e6 pedone del bianco · a5 torre del bianco · d5 cavallo del bianco · e5 alfiere del bianco · f5 cavallo del bianco · h5 torre del bianco · e4 re del nero · h4 alfiere del nero · c3 pedone del bianco · f2 pedone del bianco · g2 pedone del bianco · e1 cavallo del nero · f1 re del bianco | a8 alfiere del nero · e8 donna del bianco · g7 torre del nero · c6 torre del nero · d6 pedone del nero · e6 pedone del bianco · a5 torre del bianco · d5 cavallo del bianco · e5 alfiere del bianco · f5 cavallo del bianco · h5 torre del bianco · e4 re del nero · h4 alfiere del nero · c3 pedone del bianco · f2 pedone del bianco · g2 pedone del bianco · e1 cavallo del nero · f1 re del bianco | a8 alfiere del nero · e8 donna del bianco · g7 torre del nero · c6 torre del nero · d6 pedone del nero · e6 pedone del bianco · a5 torre del bianco · d5 cavallo del bianco · e5 alfiere del bianco · f5 cavallo del bianco · h5 torre del bianco · e4 re del nero · h4 alfiere del nero · c3 pedone del bianco · f2 pedone del bianco · g2 pedone del bianco · e1 cavallo del nero · f1 re del bianco | a8 alfiere del nero · e8 donna del bianco · g7 torre del nero · c6 torre del nero · d6 pedone del nero · e6 pedone del bianco · a5 torre del bianco · d5 cavallo del bianco · e5 alfiere del bianco · f5 cavallo del bianco · h5 torre del bianco · e4 re del nero · h4 alfiere del nero · c3 pedone del bianco · f2 pedone del bianco · g2 pedone del bianco · e1 cavallo del nero · f1 re del bianco | 8 |
| 7 | a8 alfiere del nero · e8 donna del bianco · g7 torre del nero · c6 torre del nero · d6 pedone del nero · e6 pedone del bianco · a5 torre del bianco · d5 cavallo del bianco · e5 alfiere del bianco · f5 cavallo del bianco · h5 torre del bianco · e4 re del nero · h4 alfiere del nero · c3 pedone del bianco · f2 pedone del bianco · g2 pedone del bianco · e1 cavallo del nero · f1 re del bianco | a8 alfiere del nero · e8 donna del bianco · g7 torre del nero · c6 torre del nero · d6 pedone del nero · e6 pedone del bianco · a5 torre del bianco · d5 cavallo del bianco · e5 alfiere del bianco · f5 cavallo del bianco · h5 torre del bianco · e4 re del nero · h4 alfiere del nero · c3 pedone del bianco · f2 pedone del bianco · g2 pedone del bianco · e1 cavallo del nero · f1 re del bianco | a8 alfiere del nero · e8 donna del bianco · g7 torre del nero · c6 torre del nero · d6 pedone del nero · e6 pedone del bianco · a5 torre del bianco · d5 cavallo del bianco · e5 alfiere del bianco · f5 cavallo del bianco · h5 torre del bianco · e4 re del nero · h4 alfiere del nero · c3 pedone del bianco · f2 pedone del bianco · g2 pedone del bianco · e1 cavallo del nero · f1 re del bianco | a8 alfiere del nero · e8 donna del bianco · g7 torre del nero · c6 torre del nero · d6 pedone del nero · e6 pedone del bianco · a5 torre del bianco · d5 cavallo del bianco · e5 alfiere del bianco · f5 cavallo del bianco · h5 torre del bianco · e4 re del nero · h4 alfiere del nero · c3 pedone del bianco · f2 pedone del bianco · g2 pedone del bianco · e1 cavallo del nero · f1 re del bianco | a8 alfiere del nero · e8 donna del bianco · g7 torre del nero · c6 torre del nero · d6 pedone del nero · e6 pedone del bianco · a5 torre del bianco · d5 cavallo del bianco · e5 alfiere del bianco · f5 cavallo del bianco · h5 torre del bianco · e4 re del nero · h4 alfiere del nero · c3 pedone del bianco · f2 pedone del bianco · g2 pedone del bianco · e1 cavallo del nero · f1 re del bianco | a8 alfiere del nero · e8 donna del bianco · g7 torre del nero · c6 torre del nero · d6 pedone del nero · e6 pedone del bianco · a5 torre del bianco · d5 cavallo del bianco · e5 alfiere del bianco · f5 cavallo del bianco · h5 torre del bianco · e4 re del nero · h4 alfiere del nero · c3 pedone del bianco · f2 pedone del bianco · g2 pedone del bianco · e1 cavallo del nero · f1 re del bianco | a8 alfiere del nero · e8 donna del bianco · g7 torre del nero · c6 torre del nero · d6 pedone del nero · e6 pedone del bianco · a5 torre del bianco · d5 cavallo del bianco · e5 alfiere del bianco · f5 cavallo del bianco · h5 torre del bianco · e4 re del nero · h4 alfiere del nero · c3 pedone del bianco · f2 pedone del bianco · g2 pedone del bianco · e1 cavallo del nero · f1 re del bianco | a8 alfiere del nero · e8 donna del bianco · g7 torre del nero · c6 torre del nero · d6 pedone del nero · e6 pedone del bianco · a5 torre del bianco · d5 cavallo del bianco · e5 alfiere del bianco · f5 cavallo del bianco · h5 torre del bianco · e4 re del nero · h4 alfiere del nero · c3 pedone del bianco · f2 pedone del bianco · g2 pedone del bianco · e1 cavallo del nero · f1 re del bianco | 7 |
| 6 | a8 alfiere del nero · e8 donna del bianco · g7 torre del nero · c6 torre del nero · d6 pedone del nero · e6 pedone del bianco · a5 torre del bianco · d5 cavallo del bianco · e5 alfiere del bianco · f5 cavallo del bianco · h5 torre del bianco · e4 re del nero · h4 alfiere del nero · c3 pedone del bianco · f2 pedone del bianco · g2 pedone del bianco · e1 cavallo del nero · f1 re del bianco | a8 alfiere del nero · e8 donna del bianco · g7 torre del nero · c6 torre del nero · d6 pedone del nero · e6 pedone del bianco · a5 torre del bianco · d5 cavallo del bianco · e5 alfiere del bianco · f5 cavallo del bianco · h5 torre del bianco · e4 re del nero · h4 alfiere del nero · c3 pedone del bianco · f2 pedone del bianco · g2 pedone del bianco · e1 cavallo del nero · f1 re del bianco | a8 alfiere del nero · e8 donna del bianco · g7 torre del nero · c6 torre del nero · d6 pedone del nero · e6 pedone del bianco · a5 torre del bianco · d5 cavallo del bianco · e5 alfiere del bianco · f5 cavallo del bianco · h5 torre del bianco · e4 re del nero · h4 alfiere del nero · c3 pedone del bianco · f2 pedone del bianco · g2 pedone del bianco · e1 cavallo del nero · f1 re del bianco | a8 alfiere del nero · e8 donna del bianco · g7 torre del nero · c6 torre del nero · d6 pedone del nero · e6 pedone del bianco · a5 torre del bianco · d5 cavallo del bianco · e5 alfiere del bianco · f5 cavallo del bianco · h5 torre del bianco · e4 re del nero · h4 alfiere del nero · c3 pedone del bianco · f2 pedone del bianco · g2 pedone del bianco · e1 cavallo del nero · f1 re del bianco | a8 alfiere del nero · e8 donna del bianco · g7 torre del nero · c6 torre del nero · d6 pedone del nero · e6 pedone del bianco · a5 torre del bianco · d5 cavallo del bianco · e5 alfiere del bianco · f5 cavallo del bianco · h5 torre del bianco · e4 re del nero · h4 alfiere del nero · c3 pedone del bianco · f2 pedone del bianco · g2 pedone del bianco · e1 cavallo del nero · f1 re del bianco | a8 alfiere del nero · e8 donna del bianco · g7 torre del nero · c6 torre del nero · d6 pedone del nero · e6 pedone del bianco · a5 torre del bianco · d5 cavallo del bianco · e5 alfiere del bianco · f5 cavallo del bianco · h5 torre del bianco · e4 re del nero · h4 alfiere del nero · c3 pedone del bianco · f2 pedone del bianco · g2 pedone del bianco · e1 cavallo del nero · f1 re del bianco | a8 alfiere del nero · e8 donna del bianco · g7 torre del nero · c6 torre del nero · d6 pedone del nero · e6 pedone del bianco · a5 torre del bianco · d5 cavallo del bianco · e5 alfiere del bianco · f5 cavallo del bianco · h5 torre del bianco · e4 re del nero · h4 alfiere del nero · c3 pedone del bianco · f2 pedone del bianco · g2 pedone del bianco · e1 cavallo del nero · f1 re del bianco | a8 alfiere del nero · e8 donna del bianco · g7 torre del nero · c6 torre del nero · d6 pedone del nero · e6 pedone del bianco · a5 torre del bianco · d5 cavallo del bianco · e5 alfiere del bianco · f5 cavallo del bianco · h5 torre del bianco · e4 re del nero · h4 alfiere del nero · c3 pedone del bianco · f2 pedone del bianco · g2 pedone del bianco · e1 cavallo del nero · f1 re del bianco | 6 |
| 5 | a8 alfiere del nero · e8 donna del bianco · g7 torre del nero · c6 torre del nero · d6 pedone del nero · e6 pedone del bianco · a5 torre del bianco · d5 cavallo del bianco · e5 alfiere del bianco · f5 cavallo del bianco · h5 torre del bianco · e4 re del nero · h4 alfiere del nero · c3 pedone del bianco · f2 pedone del bianco · g2 pedone del bianco · e1 cavallo del nero · f1 re del bianco | a8 alfiere del nero · e8 donna del bianco · g7 torre del nero · c6 torre del nero · d6 pedone del nero · e6 pedone del bianco · a5 torre del bianco · d5 cavallo del bianco · e5 alfiere del bianco · f5 cavallo del bianco · h5 torre del bianco · e4 re del nero · h4 alfiere del nero · c3 pedone del bianco · f2 pedone del bianco · g2 pedone del bianco · e1 cavallo del nero · f1 re del bianco | a8 alfiere del nero · e8 donna del bianco · g7 torre del nero · c6 torre del nero · d6 pedone del nero · e6 pedone del bianco · a5 torre del bianco · d5 cavallo del bianco · e5 alfiere del bianco · f5 cavallo del bianco · h5 torre del bianco · e4 re del nero · h4 alfiere del nero · c3 pedone del bianco · f2 pedone del bianco · g2 pedone del bianco · e1 cavallo del nero · f1 re del bianco | a8 alfiere del nero · e8 donna del bianco · g7 torre del nero · c6 torre del nero · d6 pedone del nero · e6 pedone del bianco · a5 torre del bianco · d5 cavallo del bianco · e5 alfiere del bianco · f5 cavallo del bianco · h5 torre del bianco · e4 re del nero · h4 alfiere del nero · c3 pedone del bianco · f2 pedone del bianco · g2 pedone del bianco · e1 cavallo del nero · f1 re del bianco | a8 alfiere del nero · e8 donna del bianco · g7 torre del nero · c6 torre del nero · d6 pedone del nero · e6 pedone del bianco · a5 torre del bianco · d5 cavallo del bianco · e5 alfiere del bianco · f5 cavallo del bianco · h5 torre del bianco · e4 re del nero · h4 alfiere del nero · c3 pedone del bianco · f2 pedone del bianco · g2 pedone del bianco · e1 cavallo del nero · f1 re del bianco | a8 alfiere del nero · e8 donna del bianco · g7 torre del nero · c6 torre del nero · d6 pedone del nero · e6 pedone del bianco · a5 torre del bianco · d5 cavallo del bianco · e5 alfiere del bianco · f5 cavallo del bianco · h5 torre del bianco · e4 re del nero · h4 alfiere del nero · c3 pedone del bianco · f2 pedone del bianco · g2 pedone del bianco · e1 cavallo del nero · f1 re del bianco | a8 alfiere del nero · e8 donna del bianco · g7 torre del nero · c6 torre del nero · d6 pedone del nero · e6 pedone del bianco · a5 torre del bianco · d5 cavallo del bianco · e5 alfiere del bianco · f5 cavallo del bianco · h5 torre del bianco · e4 re del nero · h4 alfiere del nero · c3 pedone del bianco · f2 pedone del bianco · g2 pedone del bianco · e1 cavallo del nero · f1 re del bianco | a8 alfiere del nero · e8 donna del bianco · g7 torre del nero · c6 torre del nero · d6 pedone del nero · e6 pedone del bianco · a5 torre del bianco · d5 cavallo del bianco · e5 alfiere del bianco · f5 cavallo del bianco · h5 torre del bianco · e4 re del nero · h4 alfiere del nero · c3 pedone del bianco · f2 pedone del bianco · g2 pedone del bianco · e1 cavallo del nero · f1 re del bianco | 5 |
| 4 | a8 alfiere del nero · e8 donna del bianco · g7 torre del nero · c6 torre del nero · d6 pedone del nero · e6 pedone del bianco · a5 torre del bianco · d5 cavallo del bianco · e5 alfiere del bianco · f5 cavallo del bianco · h5 torre del bianco · e4 re del nero · h4 alfiere del nero · c3 pedone del bianco · f2 pedone del bianco · g2 pedone del bianco · e1 cavallo del nero · f1 re del bianco | a8 alfiere del nero · e8 donna del bianco · g7 torre del nero · c6 torre del nero · d6 pedone del nero · e6 pedone del bianco · a5 torre del bianco · d5 cavallo del bianco · e5 alfiere del bianco · f5 cavallo del bianco · h5 torre del bianco · e4 re del nero · h4 alfiere del nero · c3 pedone del bianco · f2 pedone del bianco · g2 pedone del bianco · e1 cavallo del nero · f1 re del bianco | a8 alfiere del nero · e8 donna del bianco · g7 torre del nero · c6 torre del nero · d6 pedone del nero · e6 pedone del bianco · a5 torre del bianco · d5 cavallo del bianco · e5 alfiere del bianco · f5 cavallo del bianco · h5 torre del bianco · e4 re del nero · h4 alfiere del nero · c3 pedone del bianco · f2 pedone del bianco · g2 pedone del bianco · e1 cavallo del nero · f1 re del bianco | a8 alfiere del nero · e8 donna del bianco · g7 torre del nero · c6 torre del nero · d6 pedone del nero · e6 pedone del bianco · a5 torre del bianco · d5 cavallo del bianco · e5 alfiere del bianco · f5 cavallo del bianco · h5 torre del bianco · e4 re del nero · h4 alfiere del nero · c3 pedone del bianco · f2 pedone del bianco · g2 pedone del bianco · e1 cavallo del nero · f1 re del bianco | a8 alfiere del nero · e8 donna del bianco · g7 torre del nero · c6 torre del nero · d6 pedone del nero · e6 pedone del bianco · a5 torre del bianco · d5 cavallo del bianco · e5 alfiere del bianco · f5 cavallo del bianco · h5 torre del bianco · e4 re del nero · h4 alfiere del nero · c3 pedone del bianco · f2 pedone del bianco · g2 pedone del bianco · e1 cavallo del nero · f1 re del bianco | a8 alfiere del nero · e8 donna del bianco · g7 torre del nero · c6 torre del nero · d6 pedone del nero · e6 pedone del bianco · a5 torre del bianco · d5 cavallo del bianco · e5 alfiere del bianco · f5 cavallo del bianco · h5 torre del bianco · e4 re del nero · h4 alfiere del nero · c3 pedone del bianco · f2 pedone del bianco · g2 pedone del bianco · e1 cavallo del nero · f1 re del bianco | a8 alfiere del nero · e8 donna del bianco · g7 torre del nero · c6 torre del nero · d6 pedone del nero · e6 pedone del bianco · a5 torre del bianco · d5 cavallo del bianco · e5 alfiere del bianco · f5 cavallo del bianco · h5 torre del bianco · e4 re del nero · h4 alfiere del nero · c3 pedone del bianco · f2 pedone del bianco · g2 pedone del bianco · e1 cavallo del nero · f1 re del bianco | a8 alfiere del nero · e8 donna del bianco · g7 torre del nero · c6 torre del nero · d6 pedone del nero · e6 pedone del bianco · a5 torre del bianco · d5 cavallo del bianco · e5 alfiere del bianco · f5 cavallo del bianco · h5 torre del bianco · e4 re del nero · h4 alfiere del nero · c3 pedone del bianco · f2 pedone del bianco · g2 pedone del bianco · e1 cavallo del nero · f1 re del bianco | 4 |
| 3 | a8 alfiere del nero · e8 donna del bianco · g7 torre del nero · c6 torre del nero · d6 pedone del nero · e6 pedone del bianco · a5 torre del bianco · d5 cavallo del bianco · e5 alfiere del bianco · f5 cavallo del bianco · h5 torre del bianco · e4 re del nero · h4 alfiere del nero · c3 pedone del bianco · f2 pedone del bianco · g2 pedone del bianco · e1 cavallo del nero · f1 re del bianco | a8 alfiere del nero · e8 donna del bianco · g7 torre del nero · c6 torre del nero · d6 pedone del nero · e6 pedone del bianco · a5 torre del bianco · d5 cavallo del bianco · e5 alfiere del bianco · f5 cavallo del bianco · h5 torre del bianco · e4 re del nero · h4 alfiere del nero · c3 pedone del bianco · f2 pedone del bianco · g2 pedone del bianco · e1 cavallo del nero · f1 re del bianco | a8 alfiere del nero · e8 donna del bianco · g7 torre del nero · c6 torre del nero · d6 pedone del nero · e6 pedone del bianco · a5 torre del bianco · d5 cavallo del bianco · e5 alfiere del bianco · f5 cavallo del bianco · h5 torre del bianco · e4 re del nero · h4 alfiere del nero · c3 pedone del bianco · f2 pedone del bianco · g2 pedone del bianco · e1 cavallo del nero · f1 re del bianco | a8 alfiere del nero · e8 donna del bianco · g7 torre del nero · c6 torre del nero · d6 pedone del nero · e6 pedone del bianco · a5 torre del bianco · d5 cavallo del bianco · e5 alfiere del bianco · f5 cavallo del bianco · h5 torre del bianco · e4 re del nero · h4 alfiere del nero · c3 pedone del bianco · f2 pedone del bianco · g2 pedone del bianco · e1 cavallo del nero · f1 re del bianco | a8 alfiere del nero · e8 donna del bianco · g7 torre del nero · c6 torre del nero · d6 pedone del nero · e6 pedone del bianco · a5 torre del bianco · d5 cavallo del bianco · e5 alfiere del bianco · f5 cavallo del bianco · h5 torre del bianco · e4 re del nero · h4 alfiere del nero · c3 pedone del bianco · f2 pedone del bianco · g2 pedone del bianco · e1 cavallo del nero · f1 re del bianco | a8 alfiere del nero · e8 donna del bianco · g7 torre del nero · c6 torre del nero · d6 pedone del nero · e6 pedone del bianco · a5 torre del bianco · d5 cavallo del bianco · e5 alfiere del bianco · f5 cavallo del bianco · h5 torre del bianco · e4 re del nero · h4 alfiere del nero · c3 pedone del bianco · f2 pedone del bianco · g2 pedone del bianco · e1 cavallo del nero · f1 re del bianco | a8 alfiere del nero · e8 donna del bianco · g7 torre del nero · c6 torre del nero · d6 pedone del nero · e6 pedone del bianco · a5 torre del bianco · d5 cavallo del bianco · e5 alfiere del bianco · f5 cavallo del bianco · h5 torre del bianco · e4 re del nero · h4 alfiere del nero · c3 pedone del bianco · f2 pedone del bianco · g2 pedone del bianco · e1 cavallo del nero · f1 re del bianco | a8 alfiere del nero · e8 donna del bianco · g7 torre del nero · c6 torre del nero · d6 pedone del nero · e6 pedone del bianco · a5 torre del bianco · d5 cavallo del bianco · e5 alfiere del bianco · f5 cavallo del bianco · h5 torre del bianco · e4 re del nero · h4 alfiere del nero · c3 pedone del bianco · f2 pedone del bianco · g2 pedone del bianco · e1 cavallo del nero · f1 re del bianco | 3 |
| 2 | a8 alfiere del nero · e8 donna del bianco · g7 torre del nero · c6 torre del nero · d6 pedone del nero · e6 pedone del bianco · a5 torre del bianco · d5 cavallo del bianco · e5 alfiere del bianco · f5 cavallo del bianco · h5 torre del bianco · e4 re del nero · h4 alfiere del nero · c3 pedone del bianco · f2 pedone del bianco · g2 pedone del bianco · e1 cavallo del nero · f1 re del bianco | a8 alfiere del nero · e8 donna del bianco · g7 torre del nero · c6 torre del nero · d6 pedone del nero · e6 pedone del bianco · a5 torre del bianco · d5 cavallo del bianco · e5 alfiere del bianco · f5 cavallo del bianco · h5 torre del bianco · e4 re del nero · h4 alfiere del nero · c3 pedone del bianco · f2 pedone del bianco · g2 pedone del bianco · e1 cavallo del nero · f1 re del bianco | a8 alfiere del nero · e8 donna del bianco · g7 torre del nero · c6 torre del nero · d6 pedone del nero · e6 pedone del bianco · a5 torre del bianco · d5 cavallo del bianco · e5 alfiere del bianco · f5 cavallo del bianco · h5 torre del bianco · e4 re del nero · h4 alfiere del nero · c3 pedone del bianco · f2 pedone del bianco · g2 pedone del bianco · e1 cavallo del nero · f1 re del bianco | a8 alfiere del nero · e8 donna del bianco · g7 torre del nero · c6 torre del nero · d6 pedone del nero · e6 pedone del bianco · a5 torre del bianco · d5 cavallo del bianco · e5 alfiere del bianco · f5 cavallo del bianco · h5 torre del bianco · e4 re del nero · h4 alfiere del nero · c3 pedone del bianco · f2 pedone del bianco · g2 pedone del bianco · e1 cavallo del nero · f1 re del bianco | a8 alfiere del nero · e8 donna del bianco · g7 torre del nero · c6 torre del nero · d6 pedone del nero · e6 pedone del bianco · a5 torre del bianco · d5 cavallo del bianco · e5 alfiere del bianco · f5 cavallo del bianco · h5 torre del bianco · e4 re del nero · h4 alfiere del nero · c3 pedone del bianco · f2 pedone del bianco · g2 pedone del bianco · e1 cavallo del nero · f1 re del bianco | a8 alfiere del nero · e8 donna del bianco · g7 torre del nero · c6 torre del nero · d6 pedone del nero · e6 pedone del bianco · a5 torre del bianco · d5 cavallo del bianco · e5 alfiere del bianco · f5 cavallo del bianco · h5 torre del bianco · e4 re del nero · h4 alfiere del nero · c3 pedone del bianco · f2 pedone del bianco · g2 pedone del bianco · e1 cavallo del nero · f1 re del bianco | a8 alfiere del nero · e8 donna del bianco · g7 torre del nero · c6 torre del nero · d6 pedone del nero · e6 pedone del bianco · a5 torre del bianco · d5 cavallo del bianco · e5 alfiere del bianco · f5 cavallo del bianco · h5 torre del bianco · e4 re del nero · h4 alfiere del nero · c3 pedone del bianco · f2 pedone del bianco · g2 pedone del bianco · e1 cavallo del nero · f1 re del bianco | a8 alfiere del nero · e8 donna del bianco · g7 torre del nero · c6 torre del nero · d6 pedone del nero · e6 pedone del bianco · a5 torre del bianco · d5 cavallo del bianco · e5 alfiere del bianco · f5 cavallo del bianco · h5 torre del bianco · e4 re del nero · h4 alfiere del nero · c3 pedone del bianco · f2 pedone del bianco · g2 pedone del bianco · e1 cavallo del nero · f1 re del bianco | 2 |
| 1 | a8 alfiere del nero · e8 donna del bianco · g7 torre del nero · c6 torre del nero · d6 pedone del nero · e6 pedone del bianco · a5 torre del bianco · d5 cavallo del bianco · e5 alfiere del bianco · f5 cavallo del bianco · h5 torre del bianco · e4 re del nero · h4 alfiere del nero · c3 pedone del bianco · f2 pedone del bianco · g2 pedone del bianco · e1 cavallo del nero · f1 re del bianco | a8 alfiere del nero · e8 donna del bianco · g7 torre del nero · c6 torre del nero · d6 pedone del nero · e6 pedone del bianco · a5 torre del bianco · d5 cavallo del bianco · e5 alfiere del bianco · f5 cavallo del bianco · h5 torre del bianco · e4 re del nero · h4 alfiere del nero · c3 pedone del bianco · f2 pedone del bianco · g2 pedone del bianco · e1 cavallo del nero · f1 re del bianco | a8 alfiere del nero · e8 donna del bianco · g7 torre del nero · c6 torre del nero · d6 pedone del nero · e6 pedone del bianco · a5 torre del bianco · d5 cavallo del bianco · e5 alfiere del bianco · f5 cavallo del bianco · h5 torre del bianco · e4 re del nero · h4 alfiere del nero · c3 pedone del bianco · f2 pedone del bianco · g2 pedone del bianco · e1 cavallo del nero · f1 re del bianco | a8 alfiere del nero · e8 donna del bianco · g7 torre del nero · c6 torre del nero · d6 pedone del nero · e6 pedone del bianco · a5 torre del bianco · d5 cavallo del bianco · e5 alfiere del bianco · f5 cavallo del bianco · h5 torre del bianco · e4 re del nero · h4 alfiere del nero · c3 pedone del bianco · f2 pedone del bianco · g2 pedone del bianco · e1 cavallo del nero · f1 re del bianco | a8 alfiere del nero · e8 donna del bianco · g7 torre del nero · c6 torre del nero · d6 pedone del nero · e6 pedone del bianco · a5 torre del bianco · d5 cavallo del bianco · e5 alfiere del bianco · f5 cavallo del bianco · h5 torre del bianco · e4 re del nero · h4 alfiere del nero · c3 pedone del bianco · f2 pedone del bianco · g2 pedone del bianco · e1 cavallo del nero · f1 re del bianco | a8 alfiere del nero · e8 donna del bianco · g7 torre del nero · c6 torre del nero · d6 pedone del nero · e6 pedone del bianco · a5 torre del bianco · d5 cavallo del bianco · e5 alfiere del bianco · f5 cavallo del bianco · h5 torre del bianco · e4 re del nero · h4 alfiere del nero · c3 pedone del bianco · f2 pedone del bianco · g2 pedone del bianco · e1 cavallo del nero · f1 re del bianco | a8 alfiere del nero · e8 donna del bianco · g7 torre del nero · c6 torre del nero · d6 pedone del nero · e6 pedone del bianco · a5 torre del bianco · d5 cavallo del bianco · e5 alfiere del bianco · f5 cavallo del bianco · h5 torre del bianco · e4 re del nero · h4 alfiere del nero · c3 pedone del bianco · f2 pedone del bianco · g2 pedone del bianco · e1 cavallo del nero · f1 re del bianco | a8 alfiere del nero · e8 donna del bianco · g7 torre del nero · c6 torre del nero · d6 pedone del nero · e6 pedone del bianco · a5 torre del bianco · d5 cavallo del bianco · e5 alfiere del bianco · f5 cavallo del bianco · h5 torre del bianco · e4 re del nero · h4 alfiere del nero · c3 pedone del bianco · f2 pedone del bianco · g2 pedone del bianco · e1 cavallo del nero · f1 re del bianco | 1 |
|   | a | b | c | d | e | f | g | h |   |

Soluzione:
1. Re2 !  (min. 2. Cxd6+ Txd6 3. Da4#)
1. ...Rxe5 2. Cg3+ Rg5 3. f4#

1. ...Ag5 2. Cg3+ Rxe5 3. f4#